# Mikroregion Vitória

Mikroregion Vitória

Mikroregion Vitória – mikroregion w brazylijskim stanie Espírito Santo należący do mezoregionu Central Espírito-Santense. Ma powierzchnię 1.441,20 km²

## Gminy
- Cariacica
- Serra
- Viana
- Vila Velha
- Vitória